# 海港灣 (伊利諾伊州)
海港灣（英語：Harbor Light Bay）是位於美國伊利諾伊州克林頓縣的一個非建制地區。該地的面積和人口皆未知。

## 地理
海港灣的座標為38°42′43″N 89°17′45″W / 38.71194°N 89.29583°W，而該地的平均海拔高度為144米（即472英尺）。